# مجلس الشيوخ البيزنطي

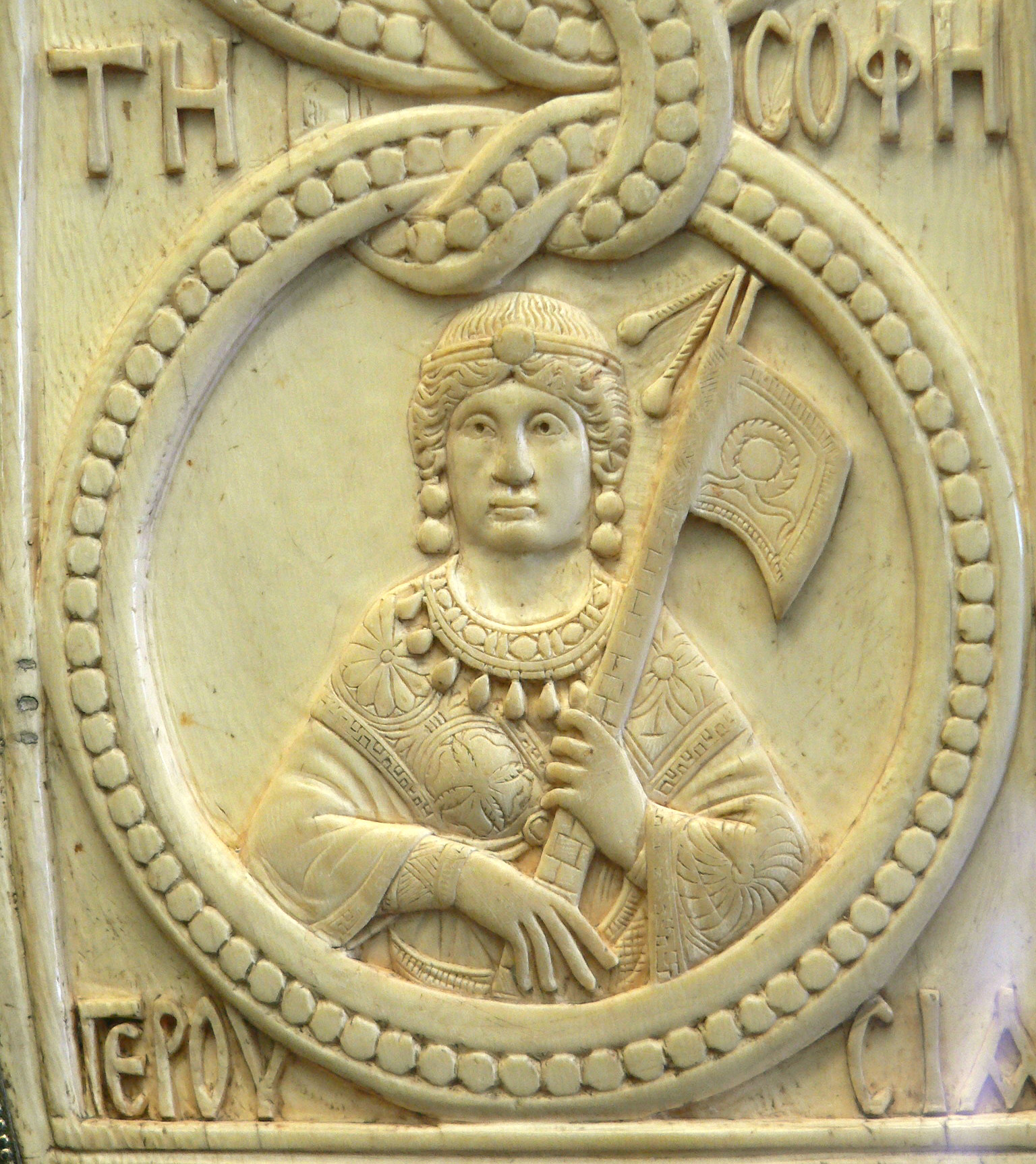
تجسيد مجلس الشيوخ. ثيودور فيلوكسينوس، 525.

مجلس الشيوخ البيزنطي أو مجلس الشيوخ الروماني الشرقي (باليونانية: Σύγκλητος أو Γερουσία)‏، هو استمرار لمجلس الشيوخ الروماني، الذي أنشأه قسطنطين العظيم في القرن الرابع. لقد صمد لعدة قرون، لكن سلطات مجلس الشيوخ تباينت بشكل كبير خلال تاريخها وتضاءلت تدريجياً حتى اختفائها في نهاية المطاف في حوالي القرن الرابع عشر.
كان مجلس شيوخ الإمبراطورية البيزنطية يتألف في الأصل من أعضاء مجلس الشيوخ الرومان الذين صادف أنهم يعيشون في الشرق، أو أولئك الذين أرادوا الانتقال إلى القسطنطينية، وعدد قليل من البيروقراطيين الآخرين الذين تم تعيينهم في مجلس الشيوخ. قدم قسطنطين الأرض والحبوب المجانية لأي من أعضاء مجلس الشيوخ الرومان الذين كانوا على استعداد للانتقال إلى الشرق. عندما أسس قسطنطين مجلس الشيوخ الشرقي في بيزنطة، كان يشبه في البداية مجالس المدن المهمة مثل أنطاكية بدلاً من مجلس الشيوخ الروماني. قام ابنه قنسطانطيوس الثاني برفعها من منصب بلدية إلى هيئة إمبراطورية، لكن مجلس الشيوخ في القسطنطينية كان له في الأساس نفس السلطات المحدودة مثل مجلس الشيوخ في روما. زاد قنسطانطيوس الثاني عدد أعضاء مجلس الشيوخ إلى 2000 من خلال ضم أصدقائه ورجال الحاشية ومسؤولين إقليميين مختلفين.

## القبول والتكوين
إن المبادئ التقليدية التي تنص على أن رتبة عضو في مجلس الشيوخ وراثية وأن الطريقة العادية لتصبح عضواً في مجلس الشيوخ نفسه هي من خلال عقد قاضٍ لا تزال سارية المفعول. بحلول وقت التقسيم الدائم للإمبراطورية الرومانية في 395، تم تقليص مسؤوليات البريتور إلى دور بلدي بحت. كان واجبهم الوحيد هو إدارة إنفاق الأموال على معرض الألعاب أو على الأشغال العامة. ومع ذلك، مع تراجع المكاتب الرومانية التقليدية الأخرى مثل أطربون، ظلت رئاسة الوزراء بوابة مهمة يمكن من خلالها للأرستقراطيين الوصول إلى مجلس الشيوخ الروماني الغربي أو الشرقي. كان منصب رئاسة الوزراء مكاناً مكلفاً لشغله حيث كان من المتوقع أن يمتلك البريتور خزانة يمكنهم من خلالها سحب الأموال لواجباتهم البلدية. من المعروف أنه كان هناك ثمانية حراس في الإمبراطورية البيزنطية تقاسموا العبء المالي بينهم. كان مجلس الشيوخ الروماني الشرقي المتأخر مختلفاً تماماً عن مجلس الشيوخ الجمهوري حيث مكاتب إيديل و‌أطربون كان قد توقف لفترة طويلة وبحلول نهاية القرن الرابع كان كويستور على وشك الاختفاء، باستثناء كونه قاضياً إقليمياً. يمكن للإمبراطور أو مجلس الشيوخ نفسه إصدار مرسوم لمنح رجل لم يولد في مجلس الشيوخ مقعداً في مجلس الشيوخ. غالباً ما يُمنح الإعفاء من منصب البريتور الباهظ إلى هؤلاء الأشخاص الذين أصبحوا أعضاء في مجلس الشيوخ بهذه الطريقة.

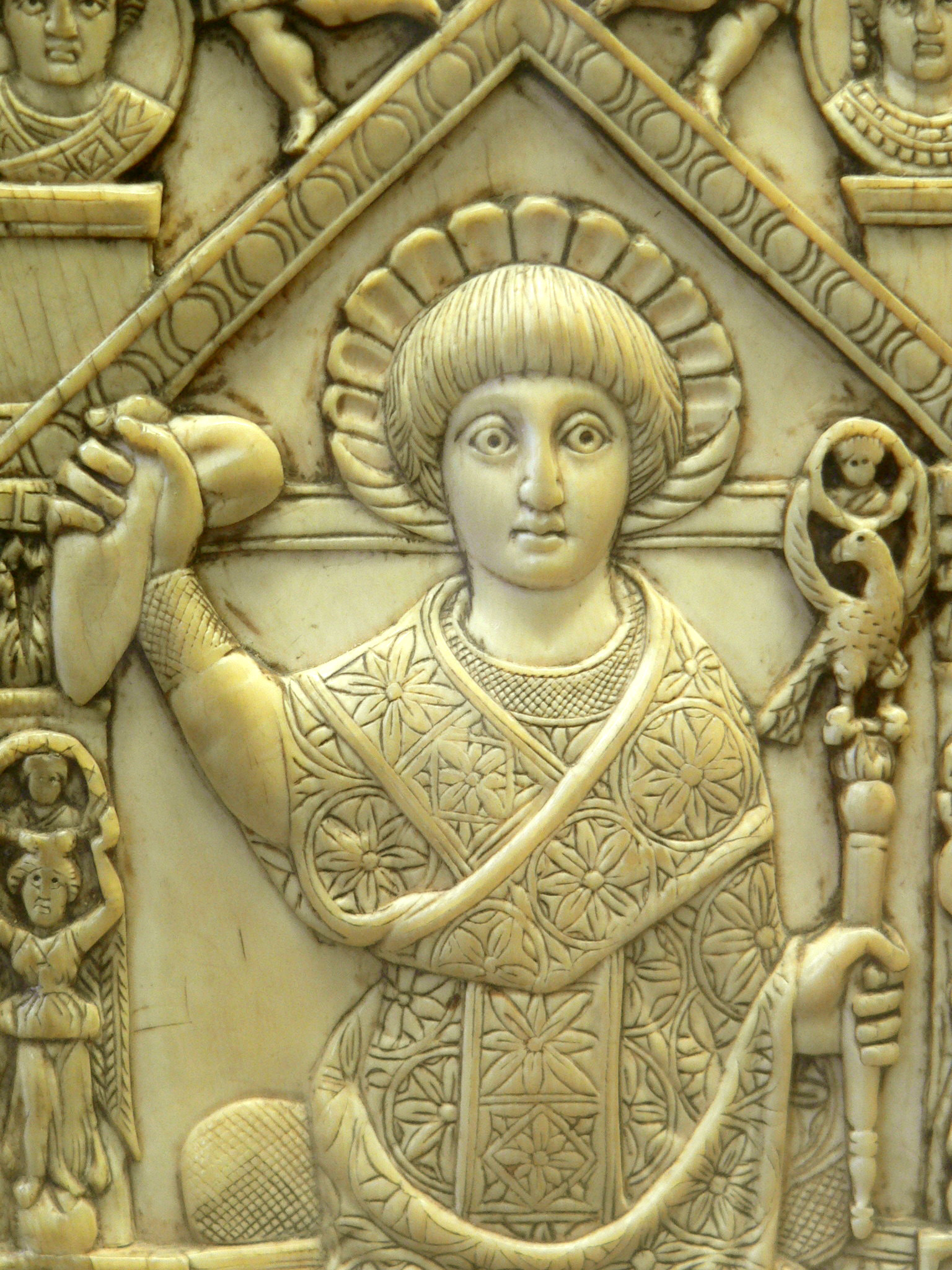
القنصل أناستاسيوس، من مكتبه القنصلي، 517. يحمل صولجاناً قنصلياً يعلوه نسر والمابا، قطعة من القماش ألقيت للدلالة على بداية سباقات ميدان سباق الخيل التي كانت بمثابة بداية للقنصل.

كان مجلس الشيوخ يتألف في الغالب من رجال الدولة والمسؤولين، بدءاً من أهم رجال الدولة في الإمبراطورية مثل رئيس المكاتب و‌قائد الجنود إلى حكام المقاطعات وموظفي الخدمة المدنية المتقاعدين. تميل العائلات السيناتورية في القسطنطينية إلى أن تكون أقل ثراءً وأقل تميزاً من تلك الموجودة في الغرب (حيث تم زيادة حجم مجلس الشيوخ أيضاً إلى 2000 في القرن الرابع). حاول بعض الأرستقراطيين أن يصبحوا أعضاء في مجلس الشيوخ من أجل الهروب من الظروف الصعبة التي فرضها عليهم الأباطرة الرومان الراحلون مثل ديوكلتيانوس (حكم 284-305). غالباً ما أُجبر الكوريال (الطبقة الوسطى الرومانية) على أن يصبحوا ديكورات حيث تم اتهامهم بالمشاركة في الحكومة المحلية على نفقتهم الخاصة بالإضافة إلى الاضطرار إلى تحصيل الضرائب ودفع أي عجز من جيوبهم الخاصة. كما تم الاعتراف بأن العديد من الذين سعوا للحصول على مقاعد في مجلس الشيوخ كانوا يفعلون ذلك في المقام الأول للهروب من الواجبات القاسية للديكور الذي أصدره ثيودوسيوس الأول مرسوماً بضرورة إكمال خدمتهم العامة حتى لو أصبحوا أعضاء في مجلس الشيوخ.
كان مجلس الشيوخ بقيادة حاكم المدينة (القسطنطينية)، الذي أجرى جميع اتصالاتها مع الإمبراطور. كان يتألف من ثلاثة رتب، الرجال اللامعون، الرجال المثيرون للإعجاب و أبرز الرجال. أعضاء الرجال اللامعون هم أولئك الذين شغلوا أعلى المناصب في روما الشرقية، مثل قائد الجنود و‌القادة البرايتوريين. الرجال المثيرون للإعجاب الطبقة الوسطى من مجلس الشيوخ ويتألف من رجال الدولة المهمين مثل مندوبون سامون، الفيقار والحكام العسكريين من المحافظات. كان أبرز الرجال من الطبقة الدنيا في مجلس الشيوخ وكان مرتبطاً بحكام المقاطعات والمناصب الأخرى الأقل أهمية. سُمح لأعضاء الرتبتين الأدنى بالعيش في أي مكان داخل الإمبراطورية وكانوا عموماً أعضاء غير نشطين في مجلس الشيوخ. غالبية الأعضاء النشطين في مجلس الشيوخ كانوا من الرجال اللامعون، الذين كانت مكاتبهم المهمة مقرها عادةً في القسطنطينية وبالتالي كانوا قادرين على حضور مجلس الشيوخ بشكل متكرر. بحلول نهاية القرن الخامس، تم استبعاد الطبقتين الدنيا تماماً من الجلوس في مجلس الشيوخ. في عهد جستينيان الأول، تم زيادة أعداد أبرز الرجال بشكل كبير مما أدى إلى ترقية العديد من المسؤولين إلى رتبة الرجال المثيرون للإعجاب وهذا بدوره تسبب في زيادة أعداد الرجال اللامعون، والتي كانت في السابق فئة النخبة في مجلس الشيوخ. نتيجة لذلك، تم إنشاء رتبة جديدة، رجل مجيد، لاستيعاب كبار أعضاء مجلس الشيوخ. كون الشخص عضواً في مجلس الشيوخ كان عموماً مهنة ثانوية لمعظم أعضاء مجلس الشيوخ، الذين عادةً ما يشغلون مناصب مهمة داخل الآلية الإدارية للإمبراطورية.

## السلطات والوظائف

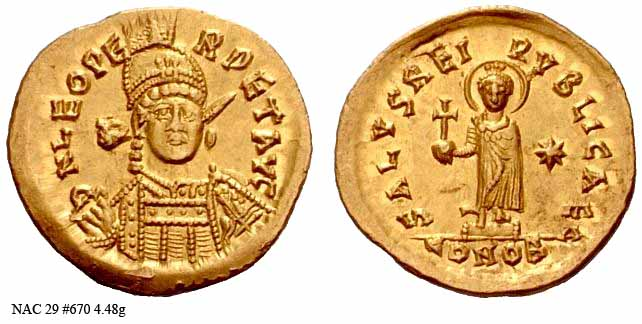
صوليدوس تحمل صورة الإمبراطور ليو الثاني. صُمم الإمبراطور على أنه «منقذ الجمهورية» — والتي استمرت الإمبراطورية في وضعها من الناحية النظرية.

في حين أن صلاحيات مجلس الشيوخ كانت محدودة، فإنه يمكن أن يصدر قرارات "senatus Consulta" التي قد يتبناها الإمبراطور ويصدرها في شكل مراسيم. وبالتالي يمكن أن يقترح تشريعات إمبراطورية، وعمل من وقت لآخر كهيئة استشارية. اتخذت بعض القوانين الإمبراطورية شكل «خطب إلى مجلس الشيوخ»، وكانت تُقرأ بصوت عالٍ. صاغ الإمبراطور الروماني الغربي، فالنتينيان الثالث، في عام 446، إجراءً تشريعياً منح مجلس الشيوخ حق التعاون، حيث كان من المقرر مناقشة أي قانون جديد في اجتماع بين مجلس الشيوخ والمجلس قبل أن يؤكده الإمبراطور. تم تضمين هذا الإجراء في كود جستنيان على الرغم من أنه من غير الواضح ما إذا كان قد تم اعتماده بالكامل في الشرق. بالإضافة إلى ذلك، سيستخدم الإمبراطور مجلس الشيوخ كمحكمة قضائية، وأحال إليها محاكمات الخيانة العظمى. غالباً ما يتم الحكم على الجرائم العادية أيضاً من قِبل محكمة تتكون من محافظ المدينة وخمسة أعضاء في مجلس الشيوخ يتم اختيارهم بالقرعة. حافظ مجلس الشيوخ أيضاً على أهمية دستورية في أن الأباطرة سيتم اختيارهم رسمياً من قِبل الجيش ومجلس الشيوخ، على الرغم من أن الخلافة كانت دائماً وراثية.

## مواجهات مع الإمبراطور

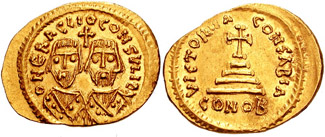
ذهب صوليدوس يحمل صورة هرقل الأكبر وابنه هرقل في رداء قنصلي، وصُك أثناء ثورتهما ضد فوقاس عام 608.

كانت هناك حوادث عندما واجه مجلس الشيوخ الإمبراطور وحاول تأكيد السلطة على أساس أهميتها الدستورية فيما يتعلق بخلافة الإمبراطور. في 457 عرضوا تنصيب قائد الجنود، أسبار، لكن الأطربون والسيناتور ليو الأول، الذي كان تابعاً لأسبر، أصبح إمبراطوراً بدلاً من ذلك. في عام 532، قدم بعض أعضاء مجلس الشيوخ دعمهم لمثيري الشغب في نيكا ضد جستنيان الأول، الذي لم يحب أو يثق في مجلس الشيوخ الثري. بعد 541، فقد مجلس الشيوخ العديد من أعضائه بسبب طاعون جستنيان وخلال الاضطرابات الاقتصادية التي تلت ذلك، صادر جستنيان ثروة العديد من أعضاء مجلس الشيوخ المتبقين. في 608 أثناء حكم فوقاس، تم إعلان هرقل الأكبر وابنه هرقل قناصل بدعم من أعضاء مجلس الشيوخ في قرطاج. تم انتخاب هرقل لاحقاً إمبراطوراً. أطاح مجلس الشيوخ بالإمبراطور السابق فوقاس واعتقله اثنان من أعضاء مجلس الشيوخ في كنيسة.
عندما توفي الإمبراطور هرقل في 641، غادر الإمبراطورية ليحكمها من أبنائه: قسطنطين الثالث من زواجه الأول مع فابيا إودوكيا و‌هرقلوناس من زواجه الثاني مع مارتينا. طالبت الإمبراطورة مارتينا بالسلطة الإمبراطورية لنفسها (على الرغم من أنها كانت على الأرجح لصالح ابنها)، وأعلنت ذلك في احتفال كبير أقيم في ميدان سباق الخيل في القسطنطينية وحضره مجلس الشيوخ ومسؤولون كبار آخرون وشعب القسطنطينية. كان رأي مجلس الشيوخ والشعب ضدها بشدة، ورغبتهم في أن يحكم أبناء هرقل، اضطرت مارتينا للعودة إلى قصر القسطنطينية الكبير في حالة هزيمة. ومع ذلك، توفي قسطنطين بعد أربعة أشهر فقط، وترك أخيه غير الشقيق هرقلوناس الحاكم الوحيد، وبدأت الشائعات عن اغتياله مارتينا في الانتشار. بعد ذلك بوقت قصير، أدى تمرد العام للجيش يدعى فالنتينوس بدأ، واضطر لقبول هرقلوناس ابن أخيه الشاب قسطنطين الثاني، نجل قسطنطين الثالث، كما شارك في الحكم. كجزء من المفاوضات، تم تتويج ديفيد شقيق هرقلوناس أيضاً كإمبراطور مشارك. ومع ذلك، فإن هذا لم يخفف من السخط بين مجلس الشيوخ والشعب، وسرعان ما عزل مجلس الشيوخ هرقلوناس. قُطع أنفه، وقطع لسان مارتينا ونُفوا إلى رودس. أصبح قسطنطين الثاني الإمبراطور الوحيد، تحت وصاية مجلس الشيوخ.

## تدهور

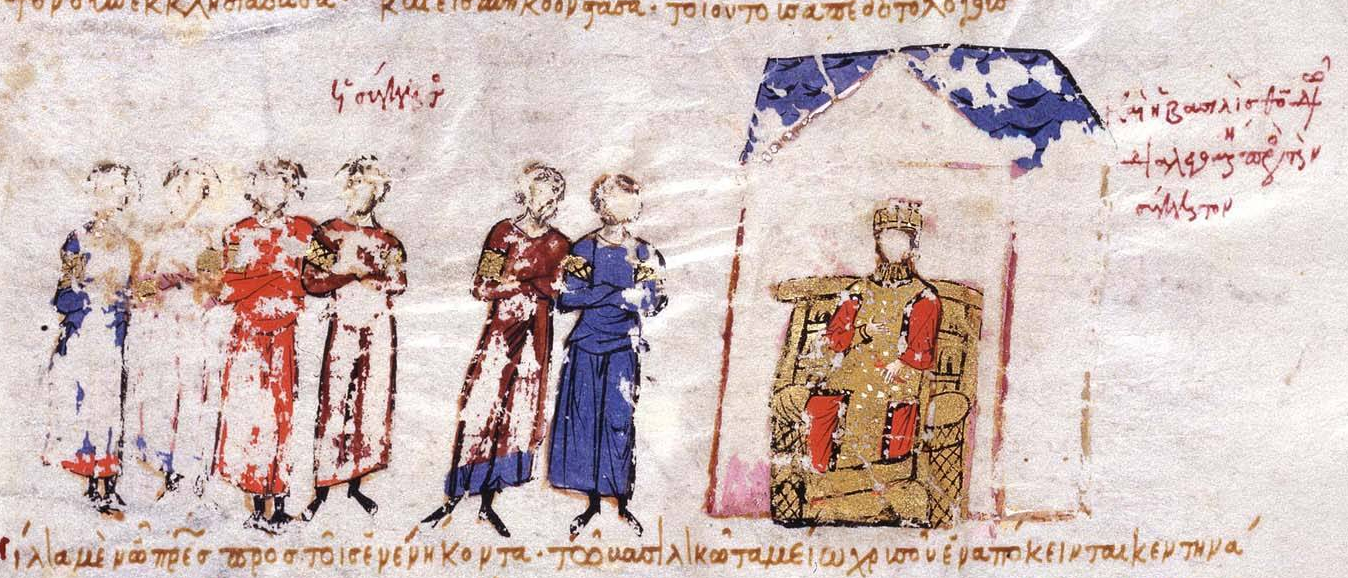
تصوير من مخطوطة مدريد سكايليتزيس يظهر الإمبراطورة ثيودورا وهي تتشاور مع مجلس الشيوخ.

تم تقليص سلطة مجلس الشيوخ تدريجياً على مدار التاريخ، على الرغم من أنها كانت لا تزال موجودة حتى القرن الثالث عشر. من القرن السابع فصاعداً، يمكن القول إنها لم تكن مؤسسة بقدر ما كانت فئة من الشخصيات المرموقة، حيث تمت إزالة العديد من سلطاتها المتبقية كجسد بموجب إصلاحات قانونية من قِبل الأباطرة باسيل الأول و‌ليو السادس. احتفظ مجلس الشيوخ لنفسه بمكانة كبيرة، خاصةً في القرن الحادي عشر عندما وصل «حزب المحكمة» إلى السلطة بعد وفاة باسيل الثاني. مع الانتصار النهائي للفصيل العسكري على انضمام أليكسيوس الأول كومنينوس، بدأ مجلس الشيوخ يتلاشى وأصبح غير ذي صلة ويمكن شراء لقب السيناتور من الإمبراطور. في عام 1197، اجتمع مجلس الشيوخ - جنباً إلى جنب مع رجال الدين والنقابات في العاصمة - للموافقة على ضريبة خاصة، ألامانيكون. رفض أعضاء مجلس الشيوخ دفع الضريبة، لأنها كانت مخالفة للعرف، واضطر الإمبراطور إلى فرض ضرائب على المقاطعات وإعفاء العاصمة. كان آخر عمل معروف لمجلس الشيوخ هو انتخاب نيكولاوس كانابوس كإمبراطور في مواجهة إسحاق الثاني و‌ألكسيوس الرابع خلال الحملة الصليبية الرابعة. تحت حكم سلالة باليولوجوس، ظل لقب السيناتور قائماً لبعض الوقت، ولكن في أزمات منتصف القرن الرابع عشر، اختفى المكتب القديم إلى الأبد.

## منازل مجلس الشيوخ
كان هناك مجلسان لمجلس الشيوخ في القسطنطينية. كان أحدهما، الذي بناه قسطنطين وأعاد ترميمه جستينيان، على الجانب الشرقي من "Αὐγουσταῖον"، بالقرب من القصر الإمبراطوري، في "Μαγναύρα"، بينما كان الآخر على الجانب الشمالي من "Φόρος Κωνσταντίνου". فقد مجلس الشيوخ منازله في القرن السادس ومنذ ذلك الحين تم تجميعه في قصر القسطنطينية الكبير.